# Смешни хора
„Смешни хора“ (на английски: Funny People) е щатска трагикомедия от 2009 г., написан и режисиран от Джъд Апатоу, копродуциран от Apatow Productions и Madison 23 Productions, и във филма участват Адам Сандлър, Сет Роугън, Лесли Ман, Ерик Бана, Джона Хил и Джейсън Шварцман. Филмът е пуснат на 31 юли 2009 г.